# Philodromus digitatus
Philodromus digitatus is een spinnensoort in de taxonomische indeling van de renspinnen (Philodromidae).
Het dier behoort tot het geslacht Philodromus. De wetenschappelijke naam van de soort werd voor het eerst geldig gepubliceerd in 2005 door Yang, Zhu & Da-xiang Song.